# هنري موراي (كاتب مسرحي)
هنري موراي (بالإنجليزية: Henry Murray)‏ هو كاتب مسرحي أمريكي، ولد في 30 مايو 1948، وتوفي في 16 ديسمبر 2014.